# George de Mohrenschildt
Baron George de Mohrenschildt (russisch Георгий Сергеевич де Мореншильд, * 17. April 1911 in Masyr, Russland; † 29. März 1977 in Manalapan, Florida) war ein US-amerikanischer Geologe und ein Bekannter von Lee Harvey Oswald, dem mutmaßlichen Mörder von John F. Kennedy.

## Frühe Jahre
George de Mohrenschildt entstammte der baltischen Adelsfamilie von Mohrenschildt und emigrierte im Mai 1938 in die USA, wo er sich zunächst in New York niederließ. Während eines Aufenthalts auf Long Island im Sommer 1938 lernte er dort die Bankiersfamilie Bouvier kennen, darunter die damals 9-jährige Jacqueline Bouvier, die 1953 die Gattin von John F. Kennedy wurde.
1942 heiratete er Dorothy Pierson, mit der er eine Tochter hatte, Alexandra, genannt „Alexis“ (* 1944). Die Ehe wurde 1944 geschieden. 1945 erwarb er an der University of Texas at Austin einen Master in Erdölgeologie.
Nach dem Ende des Zweiten Weltkriegs zog er nach Venezuela, wo er für die Pantepec Oil arbeitete, eine Gesellschaft, die im Besitz der Familie von William F. Buckley, Jr. (1925–2008) war. 1947 heiratete er in zweiter Ehe Phyllis Washington, die Tochter eines Diplomaten des State Departements, von der er 1949 wieder geschieden wurde. Im selben Jahr erhielt er die US-Staatsbürgerschaft. 1951 heiratete er in dritter Ehe die Ärztin Wynne „Didi“ Sharples, mit der er sich 1952 in Dallas niederließ. Die Ehe wurde 1957 geschieden.

## Dallas und Oswald
In Dallas erhielt de Mohrenschildt eine Stelle als Erdölgeologe bei dem Ölbaron Clint Murchison Sr. (1895–1969) und gehörte zum Freundeskreis des rechtsradikalen Ölbarons Haroldson Hunt (1889–1974). Außerdem schloss er sich dem rechtsradikalen „Texas Crusade for Freedom“ an, zu dessen Mitgliedern Earle Cabell, Everette DeGolyer, David Harold Byrd und Edward Dealey gehörten.
1957 reiste de Mohrenschildt nach Jugoslawien, um eine geologische Felduntersuchung für die vom US-Außenministerium gesponserte International Cooperation Administration durchzuführen. Im Juni 1959 heiratete er in vierter Ehe Jeanne LeGon, geb. Eugenia Fomenko (* 15. Mai 1914 in Harbin, † 3. April 1993 in Los Angeles).
Am 7. Oktober 1962 reisten de Mohrenschildt und seine Frau nach Fort Worth (Texas), wo sie erstmals mit Lee Harvey Oswald, dem späteren Kennedy-Attentäter, und dessen in Russland geborener Frau Marina zusammentrafen. De Mohrenschildt bezeugte 1964 vor der Warren-Kommission, dass er die Oswalds durch ein prominentes Mitglied der lokalen russisch-amerikanischen Gemeinschaft, den Buchhalter George Bouhe, kennengelernt hatte. Die beiden Ehepaare wurden enge Freunde. Am 5. April 1963 schenkte Oswald ihm ein signiertes Photo, auf dem er mit einer kommunistischen Zeitung und einem Gewehr posierte. Die Bekanntschaft des wohlhabenden und gut vernetzten de Mohrenschildt mit dem verwirrten Linksradikalen Oswald gab Anlass zu verschiedenen Vermutungen: So glaubte Norman Mailer, de Mohrenschildt habe von der CIA den Auftrag gehabt, Oswald über seinen Aufenthalt in der Sowjetunion auszuhorchen. Andere meinen, er habe ihn in eine Geheimdienstintrige hineinziehen sollen. Dies wurde von de Mohrenschildt später dementiert, der sagte, keine Regierung sei so dumm, Oswald irgendetwas Wichtiges anzuvertrauen.
Im Juni 1963 zog de Mohrenschildt nach Haiti.

## Nach dem Kennedy-Mord
Nachdem John F. Kennedy am 22. November 1963 ermordet worden war, sagte de Mohrenschildt im April 1964 vor der Warren-Kommission aus. Laut Colonel L. Fletcher Prouty, dem damaligen Verbindungsoffizier zwischen dem Pentagon und der CIA, hatte de Mohrenschildt in diesen Tagen mehrere private Mittagessen mit dem ehemaligen CIA-Direktor und Warren-Kommissionsmitglied Allen Welsh Dulles.
Im November 1966 verließ de Mohrenschildt Haiti und kehrte nach Dallas zurück. 1967 befragte der Bezirksstaatsanwalt von New Orleans, Jim Garrison, Mohrenschildt und seine Frau im Rahmen von Garrisons Anklage gegen Clay Shaw. Garrison sagte, dass beide Mohrenschildts darauf bestanden, dass Oswald nur der Sündenbock bei der Ermordung gewesen sei.
George und Jeanne de Mohrenschildt ließen sich am 3. April 1973 nach fast 14 Jahren Ehe in Dallas scheiden. In den lokalen Zeitungen wurde nicht darüber berichtet, und das Paar präsentierte sich weiterhin als Ehemann und Ehefrau.
Am 5. September 1976 schrieb de Mohrenschildt einen Brief an den damaligen CIA-Direktor George H. W. Bush, in dem er diesen um Hilfe bat, da er sich verfolgt fühlte. Zwei Monate später wurde er vorübergehend in eine Nervenheilanstalt eingewiesen.

## Tod
Nach seiner Rückkehr in die USA sprach er lange mit seiner Tochter Alexandra, die später berichtete, dass er über bestimmte Dinge zutiefst beunruhigt war und den Wunsch geäußert hätte, sich umzubringen. Von seiner Rückkehr erfuhr auch das House Select Committee on Assassinations (HSCA) und beauftragte seinen Ermittler Gaeton Fonzi, der in Florida lebte, ihn ausfindig zu machen. Fonzi entdeckte, dass de Mohrenschildt mit seiner Tochter inzwischen in Manalapan bei Palm Beach wohnte.
Fonzi war jedoch nicht der Einzige, der nach de Mohrenschildt suchte. Am 15. März 1977 hatte er ein Treffen mit Edward Jay Epstein, das von der Zeitschrift Reader’s Digest arrangiert worden war. Epstein bot ihm 4.000 Dollar für ein viertägiges Interview. Am 27. März 1977 traf de Mohrenschildt im Breakers Hotel in Palm Beach ein und verbrachte den Tag damit, von Epstein interviewt zu werden. Am 29. März sagte er Epstein, dass der in Dallas lebende CIA-Agent J. Walton Moore und einer von Moores Mitarbeitern ihm 1962 die Adresse von Lee Harvey Oswald im nahe gelegenen Fort Worth gegeben und vorgeschlagen hätten, ihn zu treffen. „Ich hätte Oswald in einer Million Jahren nie kontaktiert, wenn Moore es nicht sanktioniert hätte“, sagte de Mohrenschildt. „Es stand zu viel auf dem Spiel.“
Beide machten dann Mittagspause und beschlossen, sich um 15 Uhr wieder zu treffen. Als de Mohrenschildt in sein Zimmer zurückkehrte, fand er eine Visitenkarte von Gaeton Fonzi, dem Ermittler des HSCA, in dem er ihm mitteilte, dass er ihn gern treffen würde. Die HSCA betrachtete ihn als „entscheidenden Zeugen“.
Am späten Nachmittag wurde de Mohrenschildt von seiner Tochter Alexandra, die gerade von einem Einkaufsbummel zurückkam, im 2. Stock seines Hauses tot aufgefunden. Er hatte anscheinend Selbstmord begangen, indem er sich in den Mund geschossen hatte.
Am 11. Mai 1978 gab Jeanne de Mohrenschildt dem Fort Worth Star-Telegram ein Interview, in dem sie sagte, dass sie den Selbstmord ihres Mannes nicht akzeptiert habe. Sie sagte auch, dass sie glaube, Lee Harvey Oswald sei ein Agent der Vereinigten Staaten gewesen, möglicherweise der CIA, und sie sei überzeugt, dass er John F. Kennedy nicht getötet habe. Dann sagte sie weiter: „Sie können mich ebenfalls erwischen, aber ich habe keine Angst... Es ist an der Zeit, dass sich jemand mit dieser Sache befasst.“

## Veröffentlichungen
- Aussage vor der Warren-Kommission am 22. April 1964, in: Investigation of the Assassination of President John F. Kennedy, Band 9, Washington: United States Government Printing Office 1964, S. 164–331 (Digitalisat)
- “I am a patsy! I am a Patsy!” Manuskript (online) – Gedruckt unter dem Titel “I Am a Patsy!”: My Contact With Lee Harvey Oswald, The Warren Commission, and The JFK Assassination Conspiracy, 1983; ISBN 978-1-5150-8084-8
- Lee Harvey Oswald as I Knew Him, hrsg. von Michael A. Rinella, University Press of Kansas 2014, ISBN 978-0-7006-2013-5 (Auszug, PDF)